# Museo Arqueológico de Adıyaman
El Museo Arqueológico de Adıyaman (en turco, Adıyaman Müzesi) es uno de los museos arqueológicos de Turquía. También alberga una sección  de etnografía. Está ubicado en la ciudad de Adıyaman, situada en la provincia de su mismo nombre. Desde 1982 ocupa el edificio actual.

## Colecciones
El museo consta de dos grandes salas de exposición y una intermedia. Contiene una colección de objetos arqueológicos procedentes de excavaciones, compras o que en ocasiones han llegado al museo por otros medios. Proceden de la región del bajo Éufrates, donde se encuentra Adıyaman, y abarcan periodos comprendidos entre el paleolítico y la actualidad. La exposición incluye objetos del calcolítico, la Edad del Bronce, la época romana y la época islámica. Entre ellos se encuentran herramientas, estatuillas, inscripciones, relieves, joyas, vasijas, sellos y monedas. También contiene una sección de objetos etnográficos.
|                                                    |
| Estela con representación de una divinidad hitita. |

|                                                      |
| Relieve votivo de Júpiter Doliqueno de época romana. |